# Coll de Redó
Coll de Redó är ett bergspass i Spanien.   Det ligger i provinsen Província de Tarragona och regionen Katalonien, i den östra delen av landet, 400 km öster om huvudstaden Madrid. Coll de Redó ligger 325 meter över havet.
Terrängen runt Coll de Redó är platt åt sydväst, men åt nordost är den kuperad. Coll de Redó ligger uppe på en höjd.Runt Coll de Redó är det ganska tätbefolkat, med 108 invånare per kvadratkilometer. Närmaste större samhälle är Tortosa, 4,1 km väster om Coll de Redó. Trakten runt Coll de Redó består till största delen av jordbruksmark.